# Apisa homoerotica
Apisa homoerotica là một loài bướm đêm thuộc phân họ Arctiinae, họ Erebidae.